# Lignyoptera vinosa
Lignyoptera vinosa là một loài bướm đêm trong họ Geometridae.